# Mesosemia messeis
Mesosemia messeis is een vlindersoort uit de familie van de prachtvlinders (Riodinidae), onderfamilie Riodininae.
Mesosemia messeis werd in 1860 beschreven door Hewitson.